# Sala dell'idromele

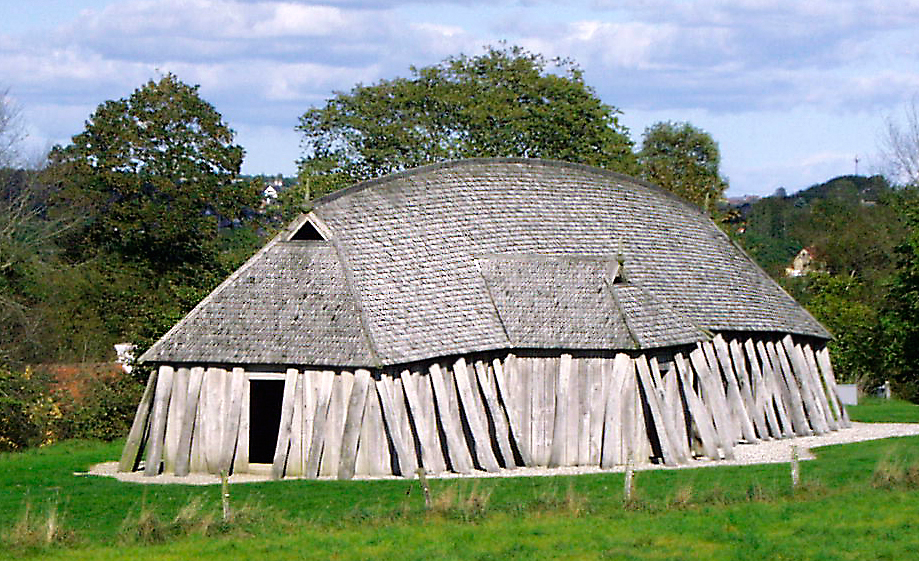
Ricostruzione di una casa lunga vichinga di 28,5 m di lunghezza

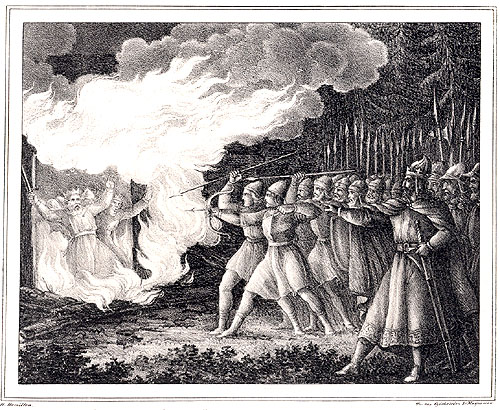
Ingjald utilizza la sua nuova sala da banchetto.

Nella Scandinavia pre-cristiana, la Sala dell'idromele o Sala delle feste (nor. Mjødhall o Gildehall) era la casa lunga utilizzata dal signore sia come dimora per sé e per la propria famiglia sia come fulcro politico della comunità perché luogo ove avvenivano il raduno dei guerrieri ed i banchetti celebrativi. La funzione sociopolitica della Sala dell'Idromele passò alla Sala dei banchetti a partire dal XI secolo.
Mjødhall per antonomasia è il Valhalla, il palazzo in Ásgarðr che funge da residenza degli einherjar, coloro che sono morti gloriosamente in battaglia e che assisteranno Odino nel Ragnarǫk, lo scontro finale contro i Giganti.

## Etimologia
L'antico nome della costruzione era forse salr, e potrebbe perciò ricorrere nei toponimi più datati, come Uppsala. Del concetto in sé, invece, reca possibile traccia il termine tedesco Festsaal (sala da feste).

## Storia e leggende
La Sala dell'idromele trasse origine dalla casa lunga europea. Non esiste relazione con la casa lunga del Neolitico, introdotta dai primi coltivatori dell'Europa centro-occidentale intorno al 5000 a.C. Le caselunghe più tarde non vennero in uso prima di un migliaio di anni dopo l'abbandono di quelle neolitiche. Quelle degli allevatori germanici sorsero lungo la costa sudoccidentale del Mar del Nord nel IV-III secolo a.C. e furono le antenate della Fachhallenhaus tedesco-olandese e della Langhus vichinga, con le varianti della fattoria tradizionale come quella portata alla luce a Vorbasse, della caserma per guarnigioni militari come quelle della cintura delle fortezze vichinghe, e delle sofisticate sale da banchetto come appunto le sale dell'idromele
Vi sono varie testimonianze relative a grandi sale da banchetto, costruite in occasione di importanti eventi, ai quali prendevano parte i membri della famiglia reale.
Secondo una leggenda, narrata da Snorri Sturluson, nel suo Heimskringla, alla fine del IX secolo il condottiero del Värmland Áki invitò ad un banchetto il re norvegese Harald Fairhair e quello svedese Eric Eymundsson; egli ordinò che il re norvegese fosse sistemato nella sala più nuova e sontuosa, poiché era il sovrano più giovane e con maggiori prospettive. Il re svedese, più anziano, doveva, invece, rimanere nella sala da banchetto di costruzione meno recente: egli ne fu talmente umiliato, che uccise Áki.
La costruzione di nuove sale da banchetto poteva anche preludere alla progettazione dell'omicidio di qualche membro della famiglia reale. Nella Saga degli Ynglingar, parte della Heimskringla, Snorri racconta come, nell'VII secolo il leggendario re svedese Ingjald abbia ordinato la costruzione di una grande sala da banchetto, con l'unico scopo di farvi ardere vivi, di notte,  i re suoi subordinati, mentre essi dormivano. Secondo quanto narra la Saga di Yngvar, lo stesso tranello fu utilizzato dal re svedese Eric il Vittorioso e dal sovrano norvegese Sigurd Jarl, in occasione dell'omicidio di Áki, condottiero svedese ribelle, a Gamla Uppsala, alla fine del X secolo.

### Archeologia
I resti di un complesso di sale vichinghe furono scoperti a sudovest di Lejre, negli anni 1986-1988, da Tom Christensen del museo di Roskilde. Il legno delle fondazioni fu datato al radiocarbonio intorno all'880. In seguito si scoprì che la costruzione era stata eretta sopra una sala preesistente, datata al 680. Negli anni 2004-2005 Christensen portò alla luce una terza sala situata appena a nord delle altre due. Quest'ultima era stata costruita intorno alla metà del VI secolo, all'epoca esatta di Beowulf. Tutte e tre le sale misuravano circa 50 m di lunghezza.
Due sale simili furono portate alla luce a Gudme nel 1993. Della cosiddetta Gudme Kongehal ("sala dei re" di Gudme) furono rinvenuti solo i fori dei pali. La più larga delle due sale misurava 47 m di lunghezza e 8 di larghezza. Alcuni oggetti in oro trovati nei pressi del sito sono stati datati fra il 200 e il 550. Nei pressi si trovano le necropoli dell'età del ferro di Møllegårdsmarken e Brudager. Le sale formavano forse parte di un polo politico-religioso servito dal porto di Lundeborg e fungevano da locali cerimoniali reali. Una sala simile è stata rinvenuta in prossimità della chiesa di Gamla Uppsala, Svezia che sorge su un plateau di argilla noto come Kungsgårdsplatån. Si trattava della sala delle feste fatta costruire dai re Svioni. Insieme al centro religioso, il Tempio di Uppsala, ai possedimenti reali (husaby/Uppsala öd), ed alla necropoli reale, costituiva il fulcro della vita politica e religiosa del popolo svedese.
A partire dal 500 d.C. circa fino al periodo della conversione al Cattolicesimo, (ossia il XIII secolo), queste ampie sale costituirono il fulcro della vita politica fino all'introduzione, nel Medioevo della sala da banchetto.
Altre sale, appartenenti alla medesima tipologia, sono state rinvenute ad Högom (Medelpad) e Borg, Norvegia, nelle isole Lofoten. Una di esse, realizzata durante l'età del ferro, misurava 67 metri di lunghezza; un'altra, di epoca successiva (risalente all'epoca vichinga), era lunga 83 metri.

### Mitologia
Almeno dal X secolo in poi, nella mitologia norrena, si rinvengono numerosi esempi di sale che si narrava accogliessero i defunti dopo la morte. L'esempio più noto è il Valhalla, dove Odino accoglie la metà dei caduti in battaglia. L'altra metà è accolta a sua volta da Freia nel Sessrúmnir.

## La sala dell'idromele in letteratura
Nell'universo immaginario tolkieniano della Terra di Mezzo, Meduseld era il grande Palazzo d'oro costruito a Rohan. Era una grande sala dal tetto di paglia che da lontano la faceva sembrare dorata. Le sue pareti erano riccamente decorate con arazzi raffiguranti la storia e le leggende dei Rohirrim, ed essa serviva da dimora alla famiglia reale, da sala di riunione del consiglio del re, e da luogo di incontro.

### Fonti
- Saga degli Ynglingar
- Heimskringla
- Saga di Ingvar il Viaggiatore